# Elephantine-Papyri

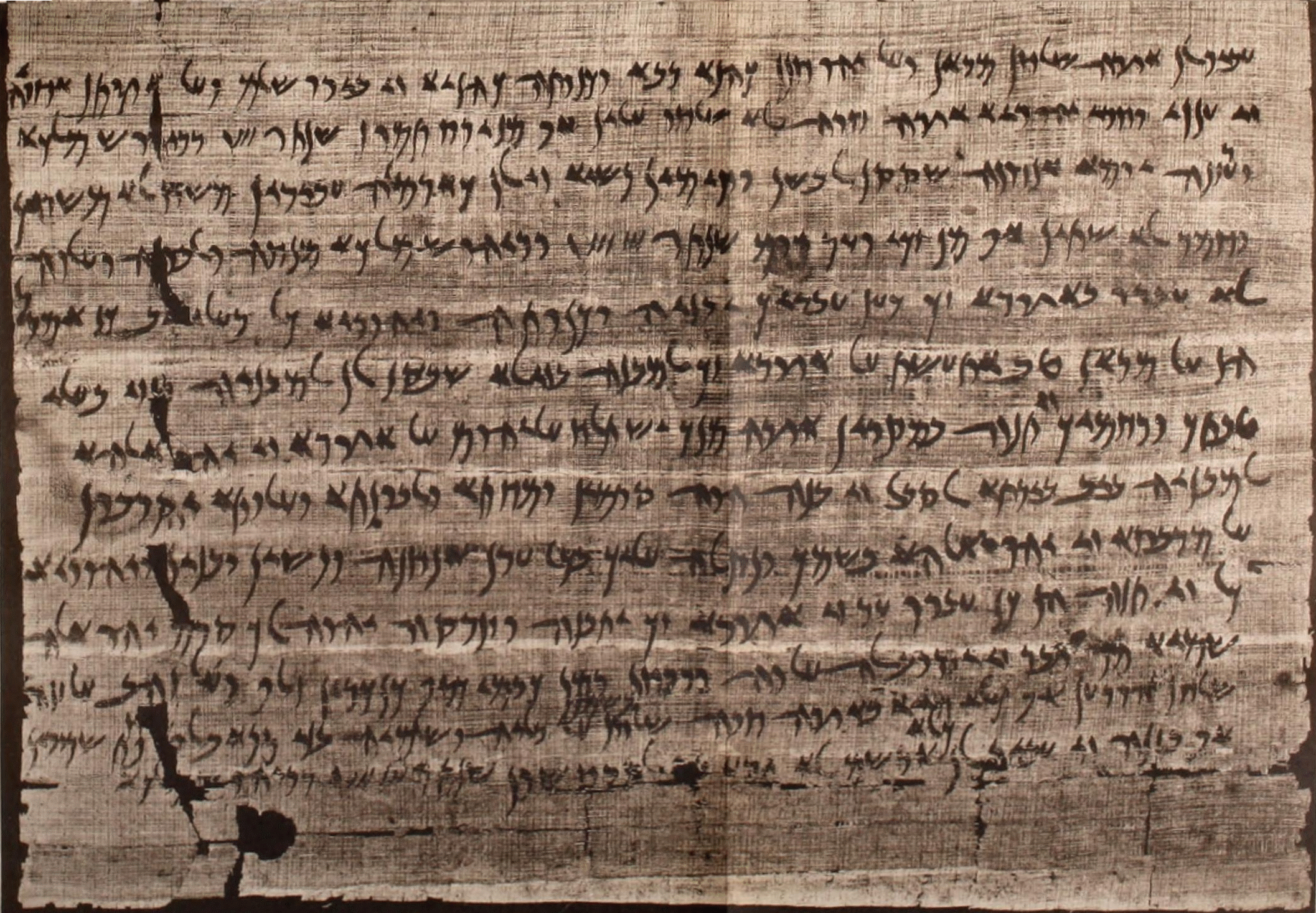
Papyrus an Bagoas, Statthalter von Judäa, mit Bitte um Wiederaufbau eines jüdischen Tempels in Elephantine (407 v. Chr.)

Die Elephantine-Papyri sind eine Reihe verschiedener Papyri, die auf der ägyptischen Nilinsel Elephantine in der Nähe von Assuan gefunden wurden. Die dort ansässige Militärkolonie beherbergte Söldner verschiedener Herkunft, darunter griechische, phönizische und syrische Gruppen. Das Wüstenklima begünstigte den Erhalt von Papyrus, daher finden sich aus einer Zeitspanne von rund 1000 Jahren entsprechende Dokumente in Demotisch, Altgriechisch, Aramäisch, Latein und Koptisch.

## Aramäische Papyri

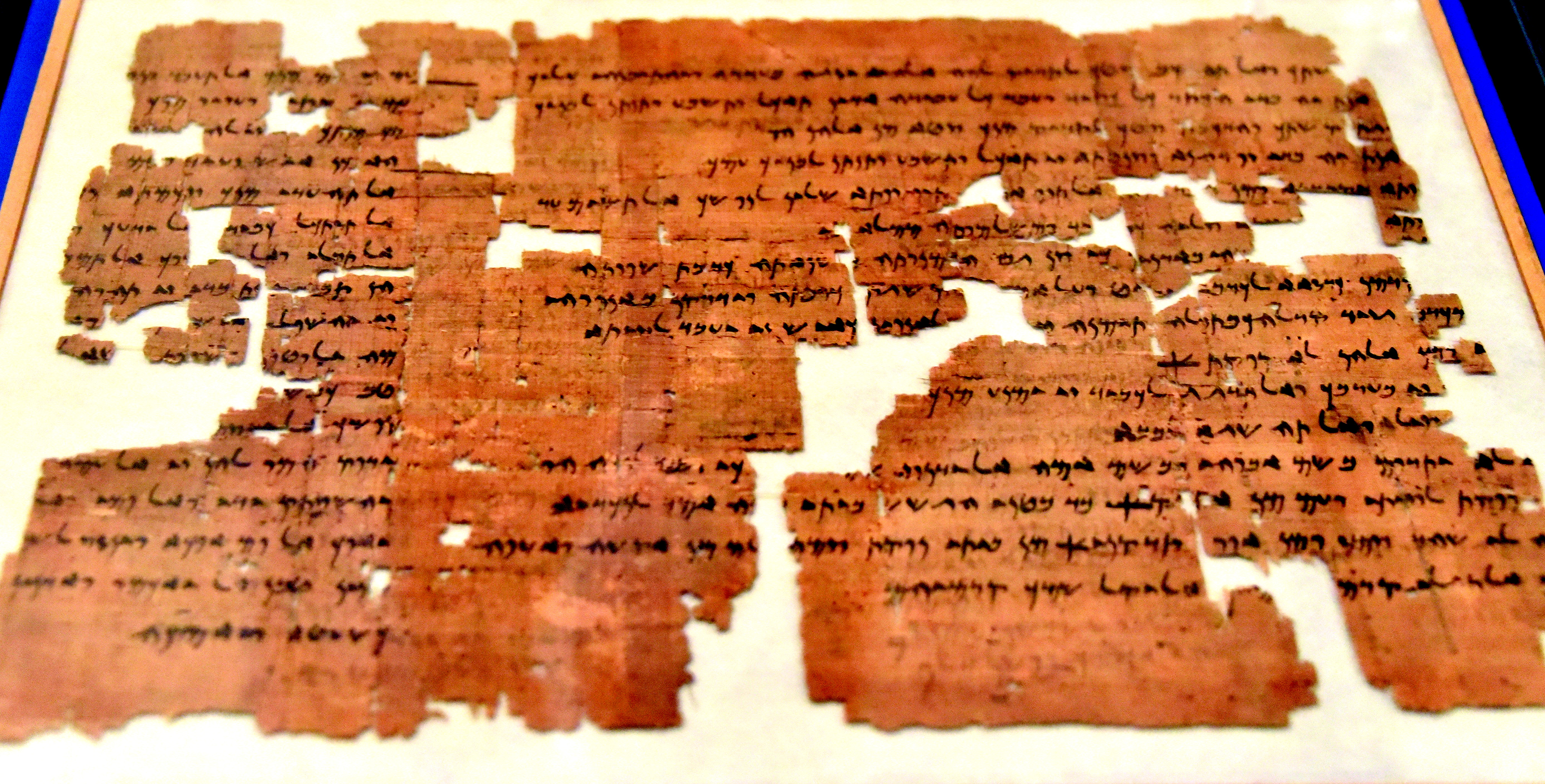
Papyrus aus Elephantine mit der Erzählung des weisen Kanzlers Achiqar. Aramäisch, 5. Jahrhundert v. Chr. Ägyptisches Museum Berlin.

In Elephantine gab es schon vor dem Jahr 525 v. Chr. eine jüdische Kolonie, die einen eigenen JHWH-Tempel mit Opferkult hatte. Otto Rubensohn fand bei seinen Ausgrabungen das Archiv der jüdischen Gemeinde. Hugo Ibscher war mit der Auswicklung und Konservierung der noch versiegelten Urkunden beauftragt. Die erhaltenen reichsaramäischen Dokumente dieser Kolonie sind in der Zeit von 495–399 v. Chr. verfasst und geben wichtige Informationen über die Diasporajuden im 5. vorchristlichen Jahrhundert im Perserreich, aber auch Einblick in die Verwaltung des Achämenidenreichs. Es handelt sich teilweise um private Schriftstücke wie Kreditverträge und Heiratsurkunden, aber auch um offizielle Korrespondenz mit der persischen Verwaltung in Susa, mit den Satrapen in verschiedenen achämenidischen Provinzen und mit den Priestern am Jerusalemer Tempel. Es wurden in Elephantine jedoch keinerlei Teile des Tanach gefunden.
Hintergrund der Papyri war die Zerstörung des JHWH-Tempels in Elephantine. Die Schuldigen, darunter der Kommandeur der Militärkolonie, wurden gefunden und mit dem Tod bestraft. Trotzdem bekam die Gemeinde zunächst keine Genehmigung, den Tempel wieder aufzubauen und den Opferkult wieder aufzunehmen. Jedoniah und seine Mitpriester in Elephantine schrieben darum Briefe an Arsames, den Statthalter Ägyptens, Bagohi (Bagoas), den Statthalter von Jahud (Judäa) in Jerusalem, an Jehohanan, den Oberpriester in Jerusalem und an Delajah und Schelemjah, die Söhne Sanaballats, des Statthalters von Samarien. Die Dokumente zeigen in Sprache und Stil viele Gemeinsamkeiten mit den biblischen Büchern Esra und Nehemia, einige Personen werden auch in diesen Büchern erwähnt. Der Gottesname wird statt יהוה in diesen Dokumenten durchgehend als יהו wiedergegeben, wobei es sich wohl nicht um eine andere Sprechweise, sondern um eine abweichende Orthographie handelt, bei der der letzte Buchstabe bei kurzem Endvokal als mater lectionis wegfällt.

## Griechische Papyri
Bei einer Grabung im Jahr 1906 fand Otto Rubensohn an zwei Stellen Töpfe von griechischen Schriften sowie eine Anzahl Ostraka in verschiedenen Sprachen aus ptolemäischer Zeit. Zu den Dokumenten des ersten Funds gehören Dokumente wie Ehevertrag, Testament und Abrechnungen einer Erbschaft. Zum zweiten Fund gehören griechische und demotische Schriften im Zusammenhang mit dem Tempel von Edfu, der unter Ptolemaios III. gebaut wurde. Die Schriftstücke gehörten einem Priester namens Estphenis, der wohl Oberpriester an diesem Tempel war.

## Ausgaben
- Bezalel Porten, Yarden Ada: Textbook of Aramaic Documents from Ancient Egypt. 4 Bände. 1. Band: Letters, 2. Band: Contracts, 3. Band: Literature, Accounts, Lists, 4. Band: Ostraca & Assorted Inscriptions. Jerusalem 1986–1999. ISBN 978-965-222075-2.